# 民航處總部

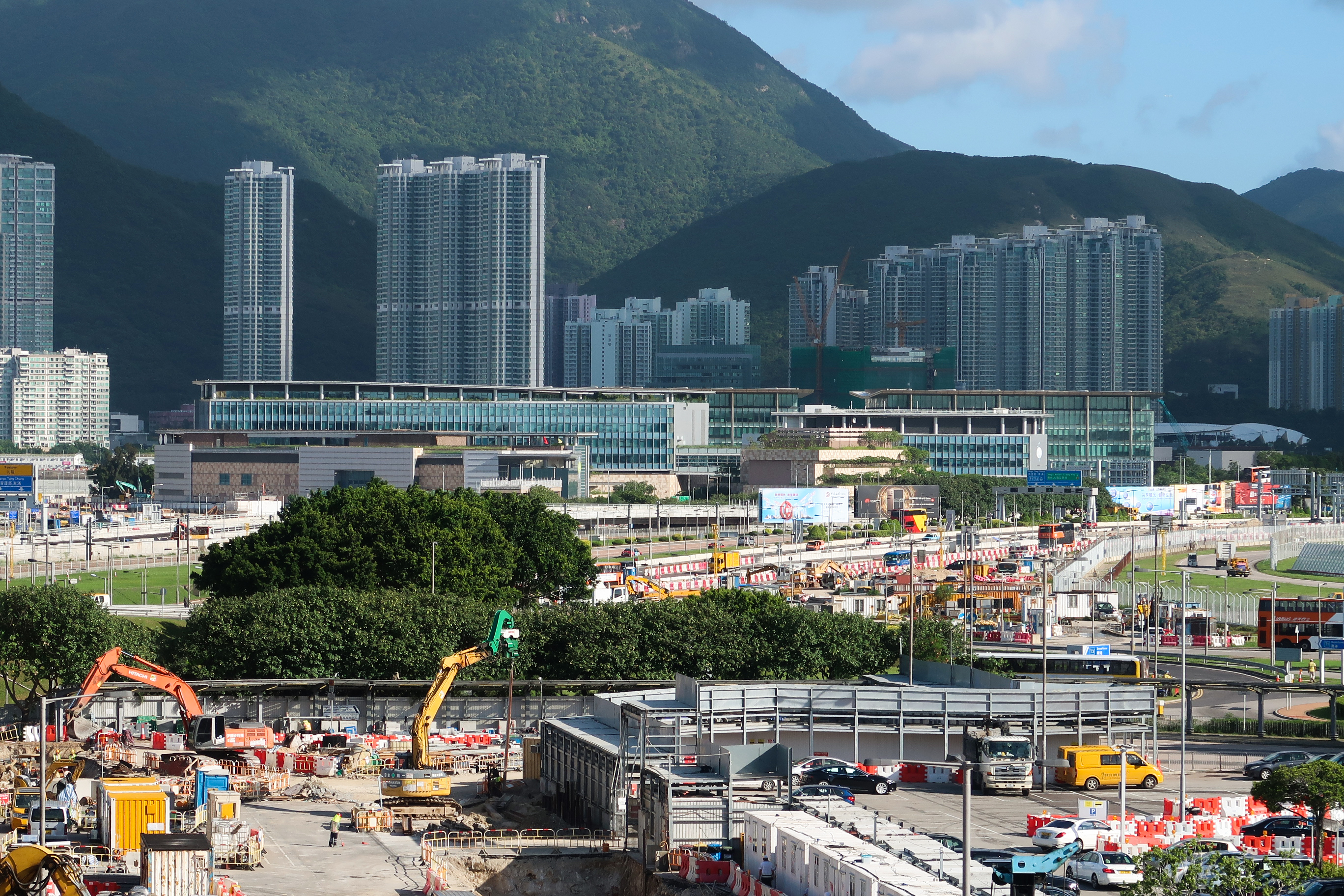
民航處總部

民航處總部（英語：Civil Aviation Department Headquarters）是民航處的總部，位於香港新界大嶼山香港國際機場東輝路1號，於2013年5月23日啟用。

## 歷史
由於香港國際機場是由香港機場管理局而非由民航處直接管理及營運，因此民航處各個營運分部的辦公室散落在機場內各處地點，而總務部門（如財務部、行政部）及航班事務部的辦公室則位於距離機場30公里外的金鐘道政府合署。這種分散辦公室的安排讓民航處的內部營運嚴重割裂，欠缺效率。
因應以上情況，民航處於2007年向立法會申請撥款19.97億港元，在機場管理局提供用地下在機場島東岸（東輝路1號）興建民航處總部大樓，以促進營運效率。所有分部的辦事處屆時將集中於同一地點，除了航空交通管理部因其獨特的工作性質而會留守停機坪中央的控制塔。後來工程超支至36億港元。
新民航處總部於2009年11月27日舉行奠基禮，其後隨即開工，2011年7月11日進行了平頂儀式，設計糅合了環境保護及教育的主題，落成後可把分散各分部的辦事處集中於同一地點，新的航空交通管制中心配備精良的儀器及更多空管人員，足以應付未來中至長期的航空交通需求。
新總部已於2012年11月正式啟用，各分部亦於11月19日至12月10日期間分批遷入新址辦公，2013年5月23日舉行揭幕落成典禮。
民航處總部啟用後，多番被傳媒揭發大樓被濫用，並引來審計署報告批評，包括擅自增建面積和設備，安裝大量電視和淋浴間等設施。

## 設計
民航處總部面積為41,000平方米，並於2016年6月19日起分階段啟用由雷神公司提供的航空交通管理系統，11月起全面啟用。不過，系統啟用後多番出現故障。不過民航處處長認為新空管系統運作暢順，其後被揭發民航處與私營的英國國家航空交通服務（NATS）關係密切，並曾商議成為「策略伙伴」關係，並曾委聘其擔任顧問。
2020年，雷神公司被中央政府制裁，有議員擔心空管系統受影響。

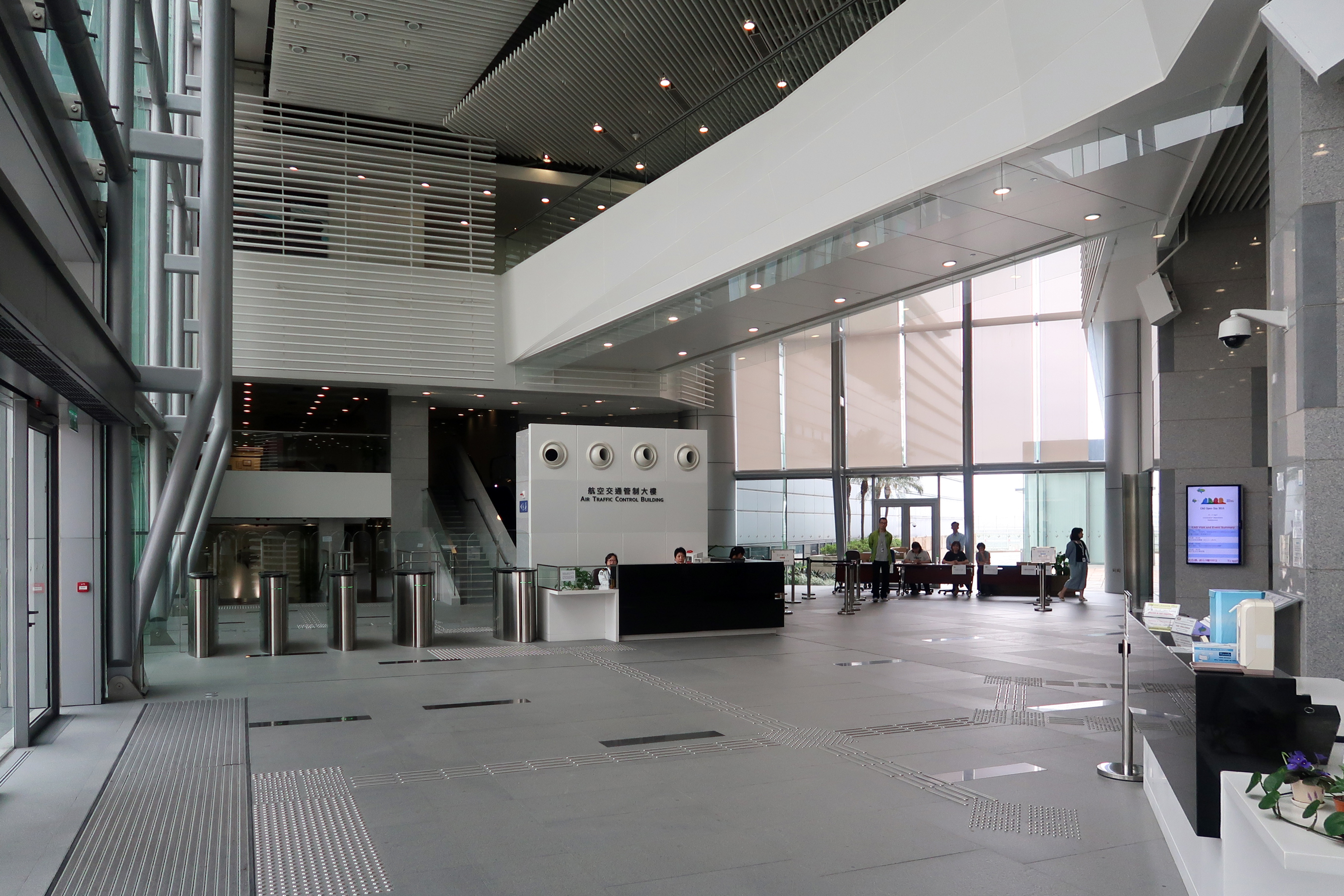
民航處總部辦公大樓大堂
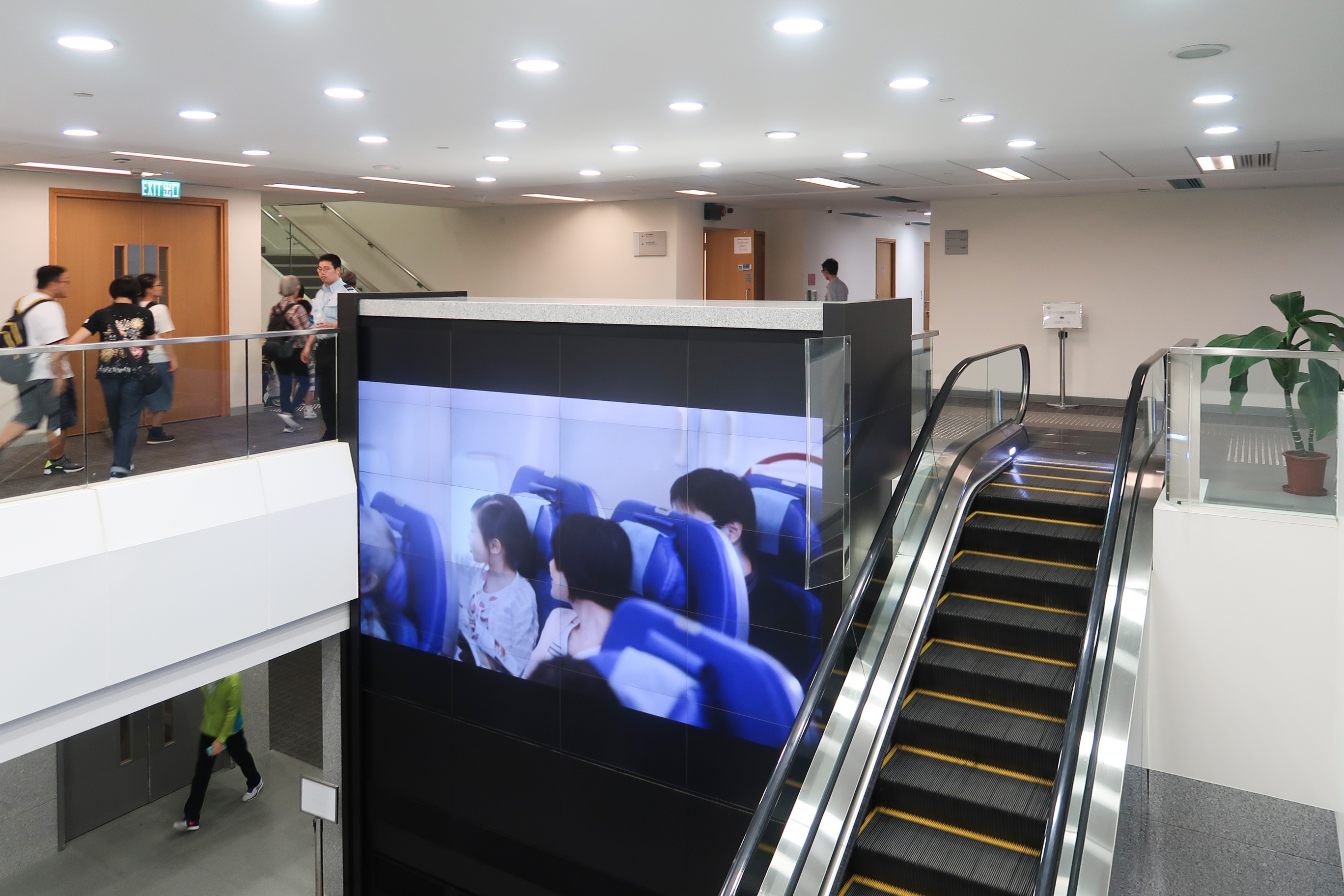
總部內的大電視
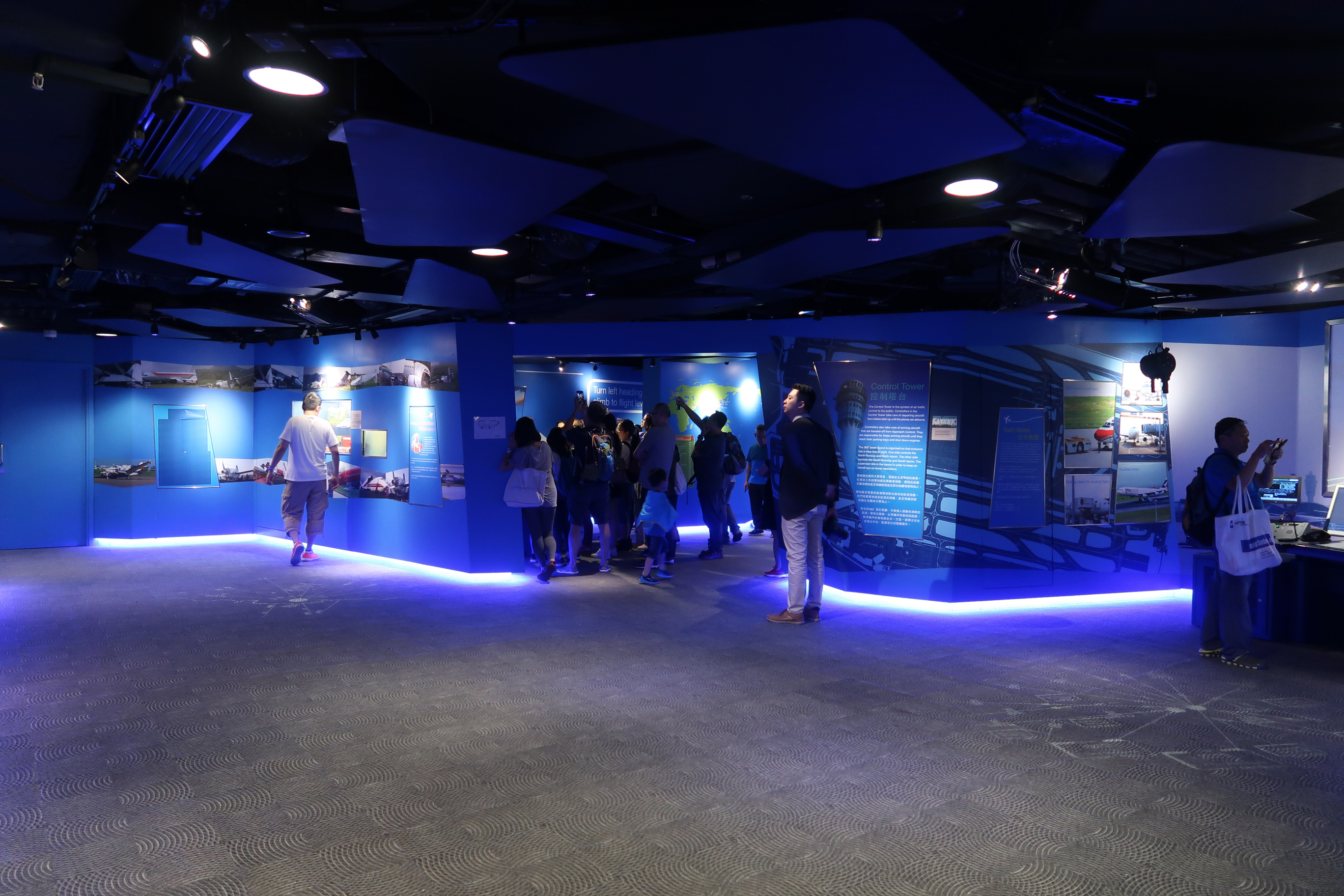
航空教育徑（航空交通管制中心大樓2樓）
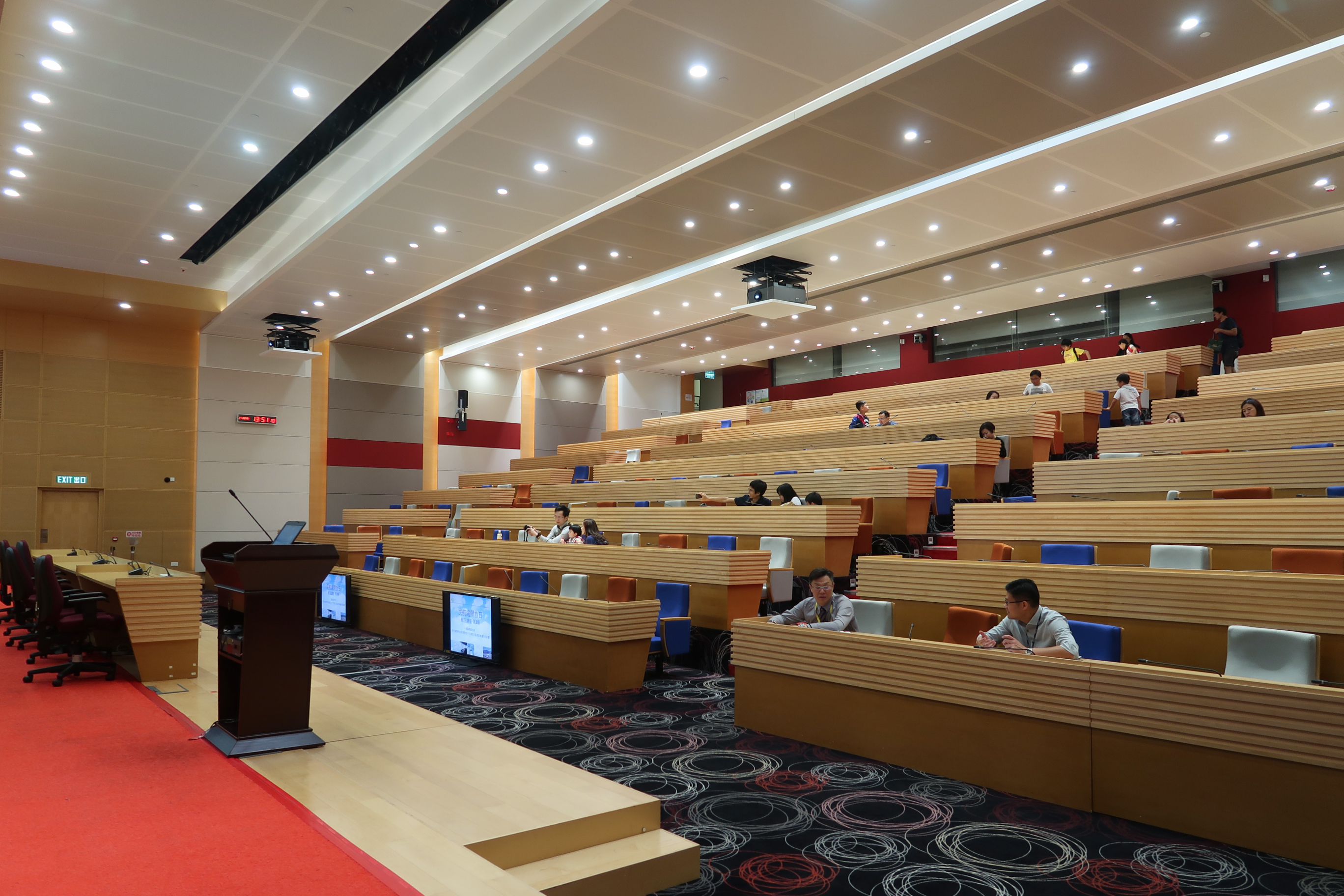
多用途演講廳